# 女子オールスター競輪
女子オールスター競輪とは、2024年度から新設された、ガールズケイリン（女子競輪）の特別競走である。2024年度のみFII格付けで実施され、2025年よりGIとして実施されている。

## 概要
男子GIのオールスター競輪では、2013年よりガールズケイリン特別競走として単発レースである『ガールズケイリンコレクション』を開催しており、このガールズケイリンコレクションの出場選手（当初7名、のち14名）はファン投票得票上位で決定していた。これを2024年度より3日間シリーズ制として改め、競走名も「女子オールスター競輪」として改められたものである。格付けとしてはグレードレースではない普通開催という扱いのため、回次を付けずに実施した。
2025年度より、サマーナイトフェスティバル内で実施されていたガールズケイリンフェスティバル（2024年度で終了）と統合し、オールスター競輪から独立させて独自の大会とし（開催競輪場も男子のオールスター競輪と別の場）、さらにGI格付けに格上げし42名出場とした上で、改めて『第1回』として実施される。GI格付けだが3日間開催のため、オールガールズクラシックと同様、開催競輪場では同じ年度で本大会とは別に4日制開設記念競輪の開催も可能となっている。
優勝賞金（本賞金）は、本大会と同じく42名参加であるオールガールズクラシックと並び700万円となっている。
本大会は初回よりナイター開催で行われている。

### 賞金
以下は、近年の決勝戦における各着順の賞金額（単位：万円）。
（　）内は副賞（1〜3着に授与）を含んだ金額。
| 大会・年     | 1着         | 2着             | 3着             | 4着   | 5着  | 6着  | 7着  |
| ------------ | ----------- | --------------- | --------------- | ----- | ---- | ---- | ---- |
| - 2024年     | 250 （310） | 100.0           | 59.0            | 38.4  | 29.0 | 26.4 | 25.0 |
| 第1回 2025年 | 700 （880） | 253.6 （323.6） | 151.1 （184.1） | 100.5 | 77.4 | 70.4 | 66.9 |

なお、アンダーカードとして行われる、通常のあっせんによるFII戦（2レース制×2グループ）における賞金体系は、各グループとも通常開催と同額（決勝戦1着賞金50万円）である。

## 歴史
初開催となった2024年のみFII格付けで、男子オールスター競輪の初日 - 3日目の3日制。また、男子オールスター競輪とともに、初の試みとして、インターネット投票のみの集計による、中間発表を実施した。初日・2日目で予選競走を行い、その予選2走で獲得したポイント上位7名により3日目に決勝戦を行った。
2025年度（公式にはこの2025年度が『第1回』となる）からは、後半6レースでGI「女子オールスター競輪」を開催し、前半6レースでアンダーカードとしてガールズケイリン（FII）トーナメント（通常のガールズケイリンと同様、予選はポイント制）を2グループ、ほかに新人戦のアディショナルステージである競輪ルーキーシリーズ プラス（初日・2日目は男子予選2レース、最終日は男子決勝とガールズ単発各1レース）を実施する。

## 出場選手選抜方法
前年のガールズグランプリで3着までの者と、ファン投票上位の者を中心に選抜する。オールスター競輪とは異なり、選考委員会による推薦枠はない。
1. 前年ガールズグランプリにおける1 - 3着到達者
2. 選手選考対象期間において2か月以上JCFトラック種目強化指定（A）に所属した者（ただし、選考期間の平均競走得点が上位20位以内であること）
3. ファン投票上位20名（ファン投票の対象は前年下期の競走得点が50点以上の選手）
4. 残余は競走得点上位より選出

- 選考順位1〜7位は初日特選「ガールズドリームレース」に出走

## 勝ち上がり方式
勝ち上がり戦については、初日に予選6レース、2日目に準決勝3レース、最終日に決勝戦が行われる。
初日の予選についてはうち1レースを優秀競走（シードレース）「ガールズドリームレース」として行い、「ガールズドリームレース」出場者7名は失格にならない限り全員が2日目の準決勝に進出できることになっている。
| 優秀   | 初日                        | 0002日目000 | 最終日        |
| ------ | --------------------------- | ----------- | ------------- |
| 優秀   | ガールズドリームレース（1） | 準決勝（3） | 00決勝（1）00 |
| 優秀   | 予選（5）                   | 準決勝（3） | 00決勝（1）00 |
| 敗者戦 | 00-00                       | （3）       | （5）         |

- 初日

「予選」　第7〜第11レースで合計5レース行われ、各レース1〜2着10名と3着5名のうち選考順位上位の4名が「準決勝」進出。番組は一定のルールに基づいて決められており、選考順位上位の者から優先的に内枠が与えられる。基本的にはオールガールズクラシックと同様、まず選考順位8〜12位をひとつのグループとして選考順位上位の者から第11レース、第10レース…第7レースの順に振り分けて各人に1番車を与える。以下、選考順位13〜17位の5名を同じくひとつのグループとしていずれかのレースに振り分けて2番車を与え、さらにそれ以下も同様5名ずつグループとしていずれかのレースに振り分けて3番車、4番車…と与えていくが、必ずしもそうはなっていない。欠場者が出た場合は、選考順位はそのままに対象者を選考順位順に繰り下げる。
「ガールズドリームレース」　最終第12レースで行われる、優秀競走。ファン投票1位〜7位の7名が出場する。選考順位の順に1番から順に車番を与える。失格にならない限り、7名全員が「準決勝」進出。
- 2日目

「準決勝」　後半3レース。各レース1〜2着6名と3着3名のうち初日予選での順位が最も上位の者1名（「ガールズドリームレース」出走者が優先されるため、予選1着でも勝ち上がれないこともある）が「決勝」進出。番組は、まず「ガールズドリームレース」1〜3着3名をいずれかのレースに振り分け1番車を与え、同4〜6着3名を同様にいずれかのレースに振り分け2番車を、同7着をいずれかのレースで3番車を、それぞれ与える。続いて、予選1着5名のうち、選考順位順に1番目、2番目の2名を「ガールズドリームレース」7着が入っていない他の2レースに振り分けそれぞれ3番車を与え、選考順位順に3番目を「ガールズドリームレース」7着選手が入ったレースで4番車を与える。選考順位順に4番目、5番目は選考順位順に1番目、2番目の選手が振り分けられたレースのいずれかで4番車を与える。あとは、予選2着5名と3着4名の計9名は同じく予選着順上位の者から各レースで5番車、6番車、7番車の順で車番を与える。
- 3日目（最終日）

「決勝」　最終レース。車番は、準決勝1着3名を選考順位順に1番車、2番車、3番車と与える。次いで、準決勝2着3名を選考順位順に4番車、5番車、6番車を与え、そして最後に準決勝3着（「ガールズドリームレース」出走者が優先）に7番車を与える。
「特選」　「決勝」前の合計2レース。「準決勝」各レース3着2名と4〜6着9名、予選敗退選手による2日目「選抜」各レース1着3名の14名により行われる。
その他、2日目には予選敗退者を対象とした「選抜」3レースが第7〜第9レースで、3日目（最終日）にも準決勝7着3名と2日目「選抜」各レース2〜7着14名による「選抜」3レースが第7〜第9レースで、それぞれ行われる。

### 2025年以降の同時開催「競輪ルーキーシリーズ プラス」
アンダーカードとして行われる、通常のあっせんによるガールズケイリン（2レース×2グループ）は、普通開催と同様、予選は2日間のポイント制で実施。このほか、初日・2日目ともに、第1・第2レースで新人男子による「競輪ルーキーシリーズ プラス」（本格デビュー前に実施される新人戦「競輪ルーキーシリーズ」成績上位14名が参加。予選はポイント制）男子予選１・予選２が行われる。
最終日は女子オールスター競輪とアンダーカード2つ、更に男女とも「競輪ルーキーシリーズ プラス」の決勝戦が行われるため、1日に5つの決勝戦が行われることとなる。なお、「競輪ルーキーシリーズ プラス」は、女子は最終日のみで「競輪ルーキーシリーズ」成績上位7名による一発勝負で行われるため、男子は予選敗退者7名が2日目で途中帰郷となる。
「競輪ルーキーシリーズ」では2025年より男子もガールズケイリン同様のルール「先頭固定競走（インターナショナル）」で行われるため、女子オールスター競輪ではアンダーカードも含めて3日間全てのレースが先頭固定競走（インターナショナル）で行われる。

### 2024年開催（FII）
参考に、初開催となった2024年（FII）についても記載する。
選考基準は、以下の通り。
- ファン投票上位14名[12]
  - 選考期間：2023年12月 - 2024年5月、この間に最低出走回数24回（ナショナルチーム所属のため不足の場合は配慮）
  - 2023年下期の競走得点が47点以上
  - ファン投票1〜7位は初日予選では「ガールズドリームレース」に出走

3日間開催は第1回以降と同じだが、初日・2日目はともに予選とし、勝ち上がりは従来のガールズケイリンやオールスター競輪の一次予選と同様、ポイント制とした。
初日は、ファン投票1位〜7位がガールズドリームレースに、8位〜14位がガールズ予選に、それぞれ出走。なお、ガールズドリームレースではポイントを優遇した。2日目は、出場全14名でガールズ予選２を2レース実施。
- 予選2日間のポイントは、下記の表の通り。

| 日程  | ポイント               | 1着 | 2着 | 3着 | 4着 | 5着 | 6着 | 7着 | 競走棄権 | 失格および欠場 |
| ----- | ---------------------- | --- | --- | --- | --- | --- | --- | --- | -------- | -------------- |
| 初日  | ガールズドリームレース | 11  | 10  | 9   | 8   | 7   | 6   | 5   | 4        | 0              |
| 初日  | 予選1                  | 8   | 7   | 6   | 5   | 4   | 3   | 2   | 1        | 0              |
| 2日目 | 予選2                  | 11  | 9   | 7   | 5   | 4   | 3   | 2   | 1        | 0              |
3日目の第12レースに、獲得ポイント上位7名により決勝戦を実施。優勝者には優勝インタビューなどの表彰式やシャンパンファイト（平塚競輪場での名物イベント）、ウイニングランを執り行った。

## ファン投票方式
ファン投票の対象となるのは、開催時（各年とも下期）に平均競走得点が50点以上の選手、及び2024年後期において2か月以上JCFトラック種目強化指定（A）に所属した選手。開催のおよそ3～4か月前（4月中旬から5月中旬）が投票期間となっている。
投票は、インターネットの投票専用サイトからのほか、競輪場またはサテライトでの専用用紙への記名（いずれも投票日は予め告知された特定の1日のみ）、さらに競輪公式投票CTC会員は送付される会報誌「ウイニングラン」同封の専用応募ハガキでも可能だが、全ての方式を通じて1人につき投票は1回のみとなっている。
投票は対象者の中から最低1人以上選ぶこととなっており、最大7名までの選手を選択することができる。女子オールスター競輪が初開催された2024年よりファン投票を男女共通で行い、応募の際には男女ともに最低1名以上を選択することが義務付けられており、女子のみの投票は無効とされる。

## ファン投票結果
ファン投票の結果により、得票数上位7名は初日予選ではシードレースである「ガールズドリームレース」に出走でき、失格にならない限り全員が2日目準決勝に進出できる（2025年の第1回より）。また、「ガールズドリームレース」出走の7名に対しては、初日の開会式で『ベストセブン表彰』としてJKAより記念のメダルが贈呈される。
ガールズドリームレース出走者（ベストセブン）
選考順位（得票数）上位の者から、1番車、2番車、3番車…の順に与えられる。
| 回 | 開催年            | 1番車    | 2番車    | 3番車     | 4番車  | 5番車    | 6番車      | 7番車      | 備考                                                                | ファン投票        |
| -- | ----------------- | -------- | -------- | --------- | ------ | -------- | ---------- | ---------- | ------------------------------------------------------------------- | ----------------- |
| － | 2024年（令和6年） | 児玉碧衣 | 日野未来 | 佐藤水菜☆ | 久米詩 | 太田りゆ | 石井寛子   | 山原さくら |                                                                     | 中間発表 最終結果 |
| 1  | 2025年（令和7年） | 児玉碧衣 | 太田りゆ | 佐藤水菜☆ | 久米詩 | 石井寛子 | 荒川ひかり | 河内桜雪   | ファン投票5位の日野未来は引退したため除外（河内桜雪が繰り上がり）。 | 中間発表 最終結果 |

【注釈】優勝者名横の☆は1着

## 決勝戦レース成績
| 回 | 開催年            | 決勝戦  | 開催場 | 優勝      | 2着      | 3着      | 4着      | 5着      | 6着      | 7着      | レース概要        | 3連単配当    |
| -- | ----------------- | ------- | ------ | --------- | -------- | -------- | -------- | -------- | -------- | -------- | ----------------- | ------------ |
| － | 2024年（令和6年） | 8月15日 | 平塚   | 佐藤水菜  | 太田りゆ | 日野未来 | 久米詩   | 児玉碧衣 | 坂口楓華 | 石井寛子 | 初日 2日目 最終日 | ①⑦③ 02,960円 |
| 1  | 2025年（令和7年） | 8月10日 | 宇都宮 | 佐藤水菜① | 久米詩   | 柳原真緒 | 仲澤春香 | 小林莉子 | 児玉碧衣 | 太田美穂 | 初日 2日目 最終日 | ①⑦③ 06,400円 |

【注釈】優勝者名横の丸数字は優勝回数（2024年はFIIのため含めない）

## 今後の開催予定
- 第2回 2026年 8月7日 - 9日 佐世保競輪場

## 決勝戦テレビ中継
- 2024年はSPEEDチャンネルとネット配信のみの放送となった。GI格上げ初年度の2025年はBS日テレ『私の推しで乾杯!! ～第1回女子オールスター競輪（GI）～』でも中継された。

## エピソード
- 予選・準決勝ともに1着の完全優勝達成者は、1名。
  - 佐藤水菜（2024年大会、第1回）
- 2024年大会に出場した太田りゆと佐藤水菜は2024年パリオリンピックに出場したため、開催初日（8月13日）朝に東京国際空港（羽田空港）着で帰国した。そのため、特例措置により前検日は免除された[19][20]。
- 第1回では、佐藤水菜が完全優勝。女子選手として初のグランドスラム、グランプリスラムを達成。